# Кемптон (Іллінойс)
Кемптон (англ. Kempton) — селище (англ. village) в США, в окрузі Форд штату Іллінойс. Населення — 231 осіб (2010).

## Географія
Кемптон розташований за координатами 40°56′7″ пн. ш. 88°14′8″ зх. д. / 40.93528° пн. ш. 88.23556° зх. д. (40.935367, -88.235434). За даними Бюро перепису населення США в 2010 році селище мало площу 0,55 км², уся площа — суходіл.

## Демографія
Згідно з переписом 2010 року, у селищі мешкала 231 особа в 90 домогосподарствах у складі 65 родин. Густота населення становила 419 осіб/км². Було 107 помешкань (194/км²).
Расовий склад населення:
| - 99,1 % — білих |

До двох чи більше рас належало 0,9 %. Частка іспаномовних становила 1,3 % від усіх жителів.
За віковим діапазоном населення розподілялося таким чином: 29,4 % — особи молодші 18 років, 55,0 % — особи у віці 18—64 років, 15,6 % — особи у віці 65 років та старші. Медіана віку мешканця становила 39,4 року. На 100 осіб жіночої статі у селищі припадало 92,5 чоловіків; на 100 жінок у віці від 18 років та старших — 98,8 чоловіків також старших 18 років.
Середній дохід на одне домашнє господарство становив 68 264 долари США (медіана — 55 625), а середній дохід на одну сім'ю — 99 454 долари (медіана — 69 688). Медіана доходів становила 30 938 доларів для чоловіків та 36 058 доларів для жінок. За межею бідності перебувало 5,3 % осіб, у тому числі 3,4 % дітей у віці до 18 років та 0,0 % осіб у віці 65 років та старших.
Цивільне працевлаштоване населення становило 74 особи. Основні галузі зайнятості: фінанси, страхування та нерухомість — 20,3 %, публічна адміністрація — 17,6 %, виробництво — 12,2 %, будівництво — 12,2 %.